# ダンカン (フリゲート)
| USS Duncan FFG-10 |                                                                           |
| 艦歴              |                                                                           |
| 発注:             | 1976年2月27日                                                             |
| 起工:             | 1977年4月29日                                                             |
| 進水:             | 1978年3月1日                                                              |
| 就役:             | 1980年5月15日                                                             |
| 退役:             | 1994年12月17日                                                            |
| 除籍:             | 1998年1月5日                                                              |
| その後:           | 廃船として売却                                                            |
| 要目              |                                                                           |
| 排水量            | 基準：3,159t                                                              |
| 排水量            | 満載：4,057t                                                              |
| 全長              | 445 ft (136 m)                                                            |
| 全幅              | 45.4 ft (13.8 m)                                                          |
| 吃水              | 22 ft (6.7 m)                                                             |
| 機関              | COGAG方式                                                                 |
| 機関              | LM2500-30 ガスタービンエンジン（20,500shp）×2基                           |
| 機関              | 可変ピッチプロペラ（5翔）×1軸                                             |
| 機関              | 非常用旋回式スラスター（350hp）×2基                                       |
| 最大速            | 29ノット以上                                                              |
| 航続距離          | 4,500海里（20ノット巡航時）                                               |
| 乗員              | 206名（士官13名）                                                         |
| 兵装              | Mk.75 76mm単装速射砲×1基                                                  |
| 兵装              | Mk.38 25mm単装機関砲×2基                                                  |
| 兵装              | Mk.15 20mm CIWS×1基                                                       |
| 兵装              | M2 12.7mm単装機銃×4基                                                     |
| 兵装              | Mk.13 Mod.4 ミサイル単装発射機×1基 *SM-1MR SAM *ハープーン SSM を発射可能 |
| 兵装              | Mk.32 Mod.7 3連装短魚雷発射管×2基                                         |
| 艦載機            | SH-2F シースプライト LAMPS ヘリコプター×1機 ※さらに1機搭載可能            |
| C4ISTAR           | NTDS（JTDS+リンク 11/14）                                                 |
| C4ISTAR           | Mk.92 FCS（SM-1MR、76mm砲用）                                             |
| C4ISTAR           | AN/SQQ-89 ASWCS                                                           |
| センサ            | AN/SPS-49対空捜索レーダー                                                 |
| センサ            | AN/SPS-55対水上捜索レーダー                                               |
| センサ            | AN/SQS-56船底装備ソナー                                                   |
| センサ            | AN/SQR-19曳航ソナー                                                       |
| 電子戦            | AN/SLQ-32(V)2 ESM装置                                                     |
| 電子戦            | Mk.36 デコイ発射装置                                                      |
| モットー:         |                                                                           |

ダンカン (英語: USS Duncan, FFG-10) は、アメリカ海軍のミサイルフリゲート。オリバー・ハザード・ペリー級ミサイルフリゲートの4番艦。艦名はドナルド・B・ダンカン海軍中将に因む。

## 艦歴
ダンカンは1976年2月27日にFY75プログラムの一部としてワシントン州シアトルのトッド・パシフィック造船所に建造発注され、1977年4月29日に起工する。1978年3月1日に進水し、1980年5月15日に就役した。
ダンカンは1994年12月17日に退役し、1998年1月5日に除籍された。その後廃船として1999年4月5日にトルコに売却された。